# Atak rakietowy na Kramatorsk (2023)
Atak rakietowy na Kramatorsk – atak przeprowadzony 27 czerwca 2023 roku przez wojska rosyjskie podczas inwazji Rosji na Ukrainę. Zginęło w nim 13 osób, a 65 zostało rannych. Ministerstwo Obrony Federacji Rosyjskiej przyznało się do ataku, uznając jednak, że celem było zniszczenie punktu rozmieszczenia ukraińskiej 56. Brygady.

## Atak
Jak poinformowała Prokuratura Generalna Ukrainy, miasto znajdujące się 25km od linii frontu zostało ostrzelane z dwóch pocisków Iskander. Pierwotne doniesienia mówiły o użyciu przeciwlotniczego systemu rakietowego S-300, co zostało zdementowane.
Według korespondenta „Financial Times”, Christophera Millera, pocisk uderzył w centrum handlowe obok hotelu „Kramatorsk”. W budynku mieściła się pizzeria. Wybuch uszkodził także pobliskie domy, sklepy, budynek poczty oraz pojazdy. Drugi z pocisków trafił w miejscowość Bileńke pod Kramatorskiem. Akcja poszukiwawczo-ratunkowa w dzień ataku została przerwana ze względu na alarm powietrzny. Minister spraw wewnętrznych Ukrainy Ihor Kłymenko napisał, że „Rosja celowo obrała za cel zatłoczone obszary”.
W ataku zginęło 13 osób, m.in. troje dzieci i ukraińska pisarka Wiktoria Amelina. Rannych zostało 65 osób, w tym trzech obywateli Kolumbii. Są to były wiceminister obrony i założyciel organizacji wspierającej Ukrainę w Ameryce Łacińskiej „Aquanta Ucraina” Sergio Jaramillo, pisarz Hector Abad i dziennikarka Catalina Gomez.
28 czerwca wszczęto postępowanie karne z ust. 1 i 2 art. 438 (naruszenie praw i zwyczajów wojennych) Kodeksu karnego Ukrainy. Tego samego dnia kontrwywiad Służby Bezpieczeństwa Ukrainy zatrzymał agenta rosyjskich służb specjalnych, który korygował atak. Według SBU jest nim mieszkaniec miasta, który był agentem Głównego Zarządu Wywiadowczego. Mężczyzna przyznał się do potajemnego sfilmowania obiektu i zaparkowanych w pobliżu samochodów oraz przekazania nagrania rosyjskim służbom. Po otrzymaniu tej informacji Rosjanie zaatakowali pizzerię.

## Reakcje
Prezydent Ukrainy Wołodymyr Zełenski nazwał atak w Kramatorsku „manifestacją terroru”. Tych samych słów użył Wysoki przedstawiciel Unii do spraw zagranicznych i polityki bezpieczeństwa Josep Borrell.
Rada Bezpieczeństwa Narodowego Białego Domu potępiła „brutalne ataki Rosji na ludność Ukrainy, które spowodowały masową śmierć i zniszczenia oraz pochłonęły życie tak wielu ukraińskich cywilów”. Prezydent Stanów Zjednoczonych Joe Biden powiedział, że Władimir Putin  „wyraźnie przegrywa wojnę” i staje się „pariasem na świecie”.
Rzecznik Kremla Dmitrij Pieskow powiedział, że Rosja „nie atakuje infrastruktury cywilnej”, a ataki są przeprowadzane „wyłącznie na obiekty związane z infrastrukturą wojskową”.